# Uras
Uras (en sard, Uras) és un municipi italià, dins de la província d'Oristany. L'any 2007 tenia 3.084 habitants. Es troba a la regió de Campidano di Oristano. Limita amb els municipis de Marrubiu, Masullas, Mogoro, Morgongiori, San Nicolò d'Arcidano i Terralba.

## Administració
| Període | Identitat      | Partit         |
| ------- | -------------- | -------------- |
| 2005-   | Gerardo Casciu | Centreesquerra |